# جغد جیغ‌کش کوهپایه‌ای
جغد جیغ‌کش کوهپایه‌ای (نام علمی: Megascops roraimae) یکی از گونه‌های جغد از تیرهٔ جغدان راستین (Strigidae) است. در بولیوی، برزیل، کلمبیا، اکوادور، گویان، سورینام و ونزوئلا یافت می‌شود.